# D・ハワード・ヒッチコック
D・ハワード・ヒッチコックとして知られるデーヴィッド・ハワード・ヒッチコック（David Howard Hitchcock、1861年5月15日 - 1943年1月1日）は、ハワイ生まれの画家である。ハワイ出身で国際的に評価された最初の画家とされ、ハワイの活火山を描いた画家たち「ボルケーノ派(Volcano School)」の一人である。

## 略歴
当時、ハワイ王国であったハワイ島のヒロで生まれた。父親と同名であったのでD・ハワード・ヒッチコックとして活動した。父方の祖父ハーヴィー・ヒッチコック(Harvey Rexford Hitchcock)はプロテスタントの宣教師で
、父親はハワイ王国の役所で法律家として働いていた。
ホノルルの Punahou Schoolを卒業した後、アメリカ、オハイオ州のオーバリン大学に入学した。オハイオで初めて美術展を見て、卒業後ハワイに戻ると、写生旅行をするようになり水彩画を描いた。ハワイを訪れていたフランス人画家、ジュール・タヴェルニエ(Jules Tavernier)に出会い、本格的に美術を学ぶように勧められた。タヴェルニエから絵を学び、1889年にタヴェルニエが亡くなった後、ニューヨークのナショナル・アカデミー・オブ・デザインで学び、1891年から2年間パリのアカデミー・ジュリアンでウィリアム・アドルフ・ブグローやガブリエル・フェリエールに学んだ。1893年にパリのサロンに作品が受理され展示された。
1893年にハワイに戻り、翌年ホノルルに美術家団体、Kilohana Art Leagueを設立し、この団体は年2回の展覧会を開くようになった。1898年に結婚した。
1900年代にハワイの島々を訪れ、火山地域の風景を描き、1909年にはカウアイ島も訪れ、ワイメア・キャニオンを描き、1915年と1916年にはマウイ島を旅した。活火山を描いた画家たち「ボルケーノ派(Volcano School)」の代表的画家になった。1909年にシアトルで開かれたアラスカ・ユーコン・太平洋博覧会の展覧会に出展し、賞を得た。
1910年にカリフォルニアに渡り、数週間写生旅行をし、その年サンフランシスコで個展を開き、サンフランシスコの新聞から好意的な批評を得た。サンフランシスコの美術クラブの定期展覧会に出展した後、ロサンゼルスや東海岸の都市で作品を展示した。1912年、1913年、1920年にもサンフランシスコの展覧会に出展するためにサンフランシスコを訪れ、1915年のサンフランシスコ万国博覧会にも作品が展示された。
1919年にはホノルルの国際機関、パン・パシフィック・ユニオンの建物の壁画も描いた。その後も多くの展覧会に出展し、1927年のホノルル美術館の開館記念の展覧会に何点かの作品を展示した。1936年にホノルル美術館で回顧展が開催された。
ヒッチコックはハワイにおけるボーイスカウト運動の推進者としても知られている。
第2次世界大戦中の1943年にホノルルで没した。

## 作品

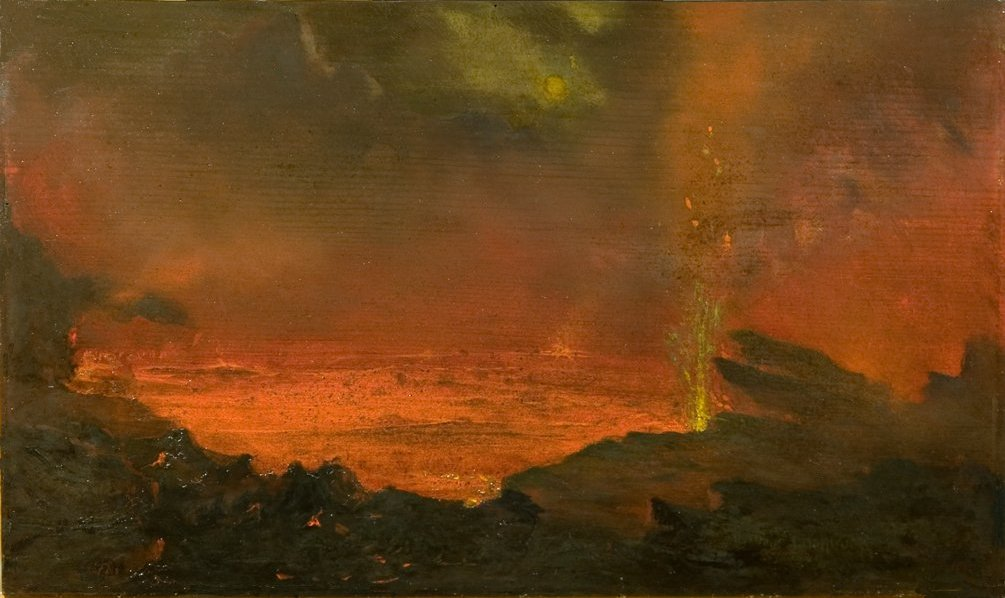
ハレマウマウ火口、火の湖(1888)
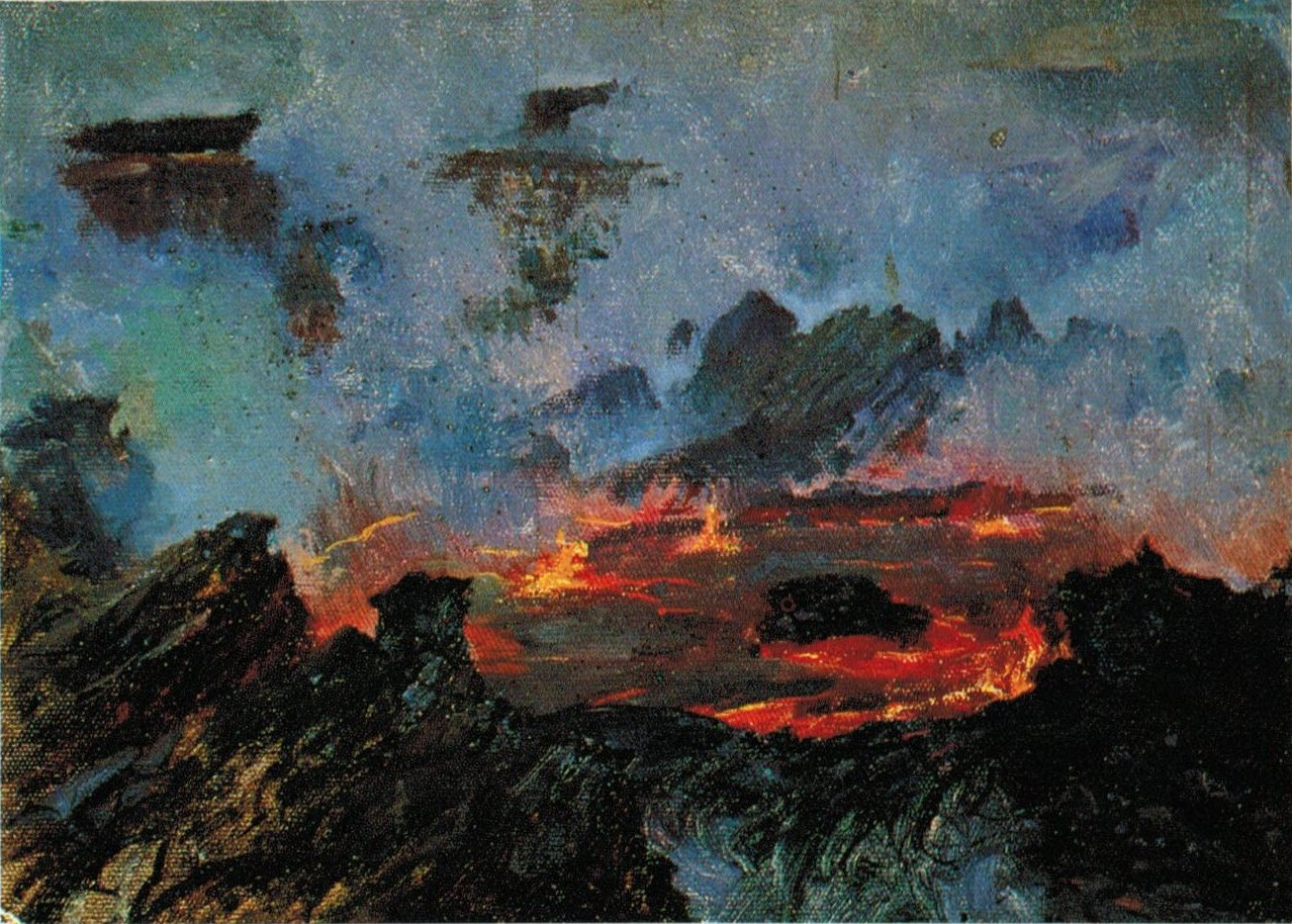
昼間のハレマウマウ火口
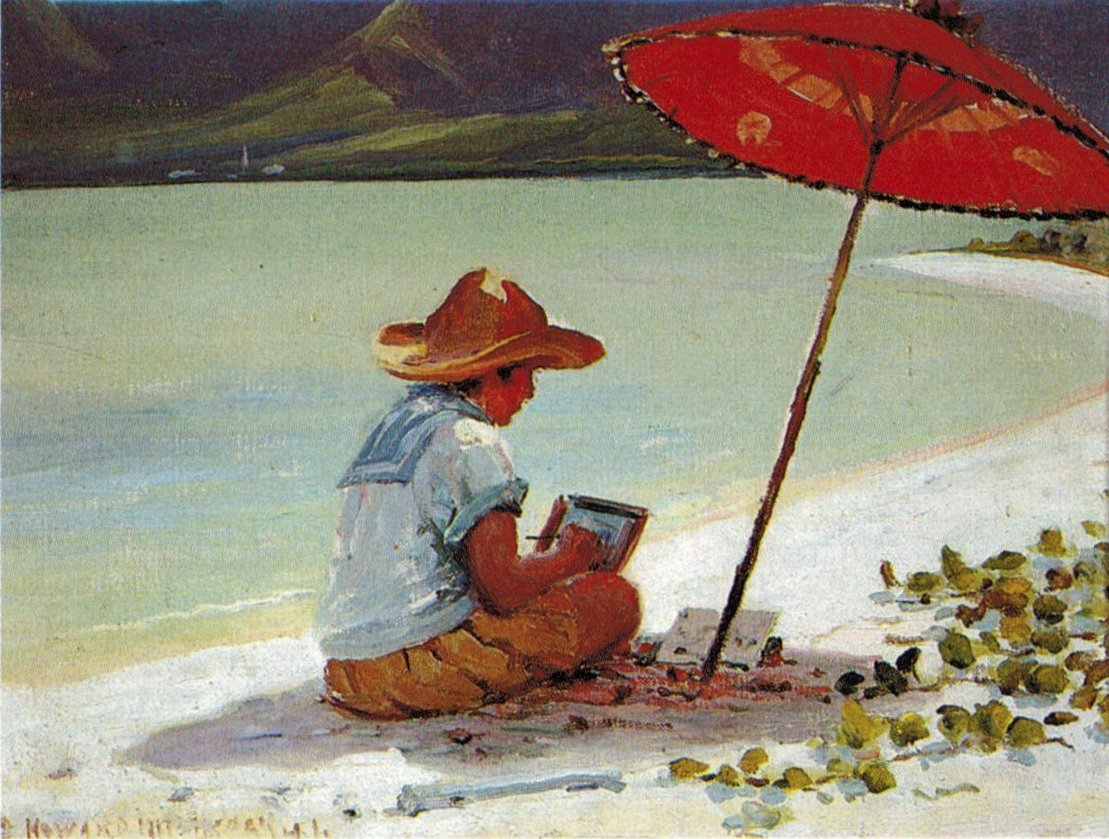
日傘の下のヘレン

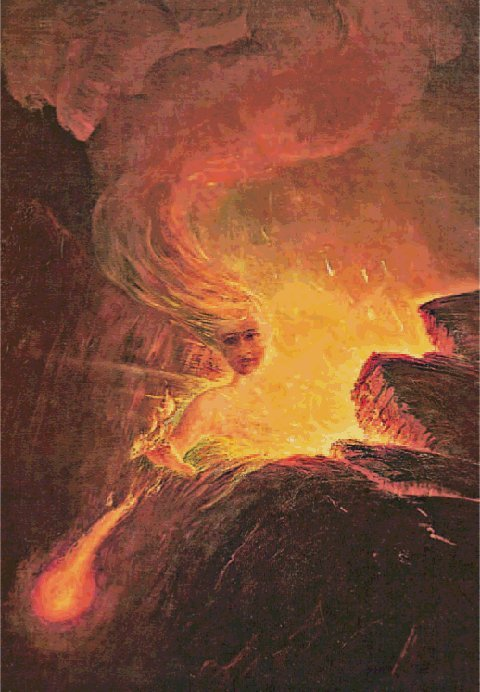
「ペレ(火山の女神)」(c.1929)
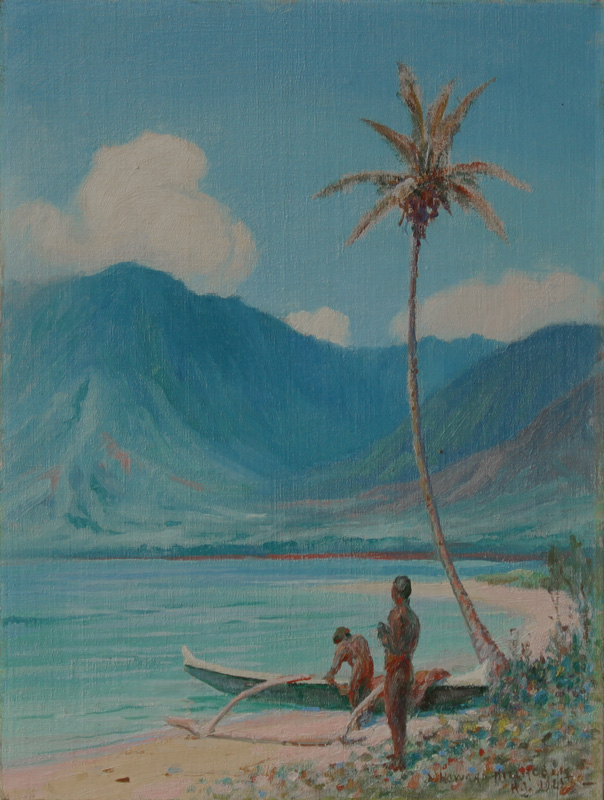
オアフ島の海岸
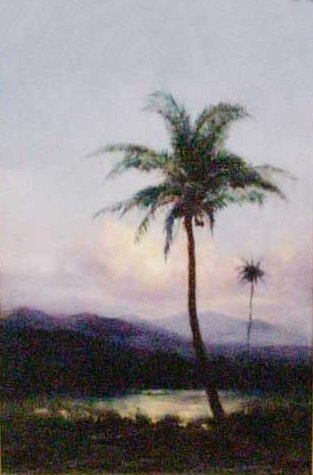
風景画(1902)
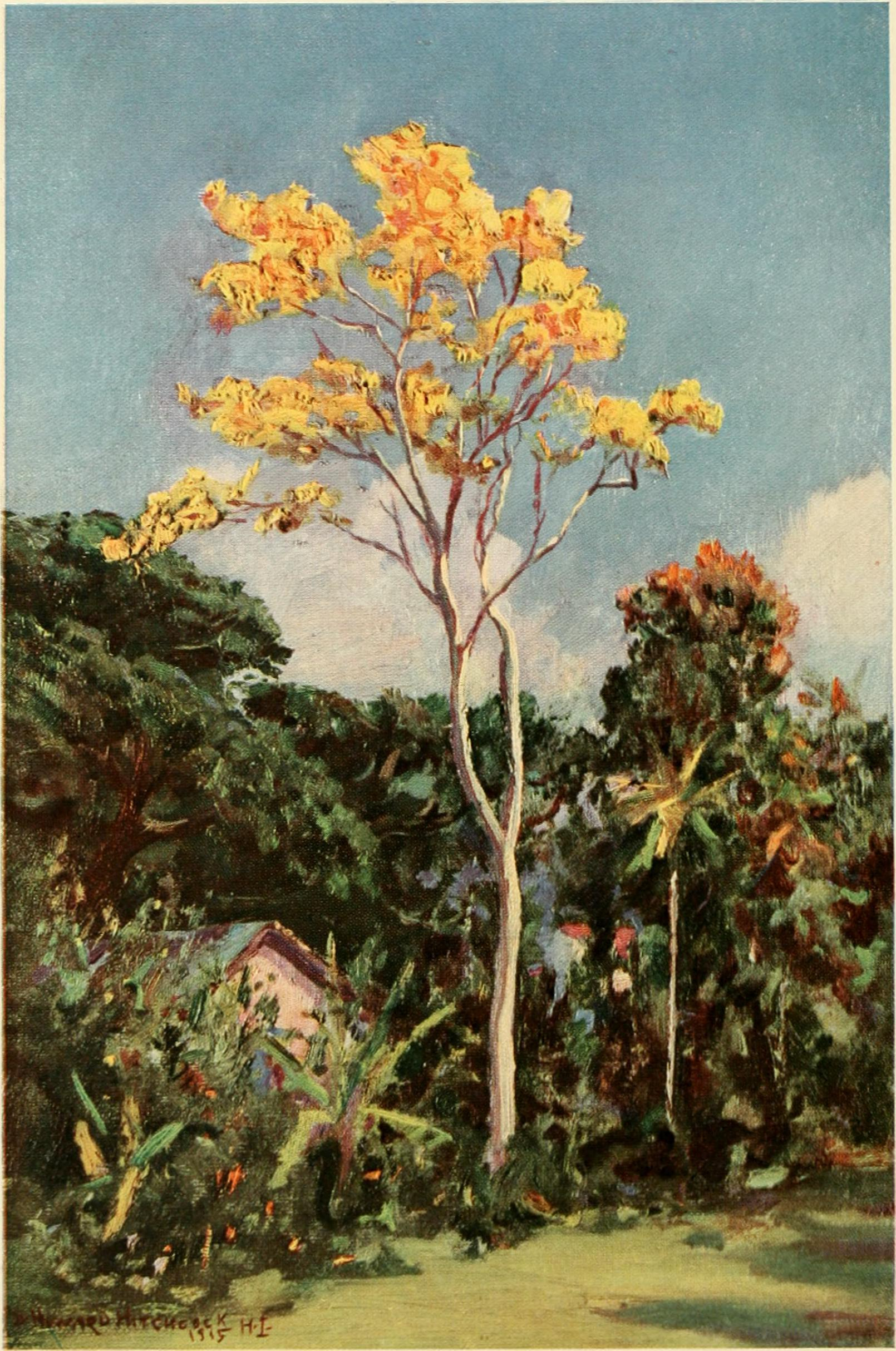
ornamental trees of Hawaii (1917)

## 関連文献
- Ellis, George R. and Marcia Morse, A Hawaii Treasury, Masterpieces from the Honolulu Academy of Arts, Tokyo, Asahi Shimbun, 2000, 151, 224.
- Forbes, David W., Encounters with Paradise: Views of Hawaii and its People, 1778-1941, Honolulu Academy of Arts, 1992, 180–233.
- Forbes, David W., He Makana, The Gertrude Mary Joan Damon Haig Collection of Hawaiian Art, Paintings and Prints, Hawaii State Foundation of Culture and the Arts, 2013, pp. 32–50
- Maxon, Helen Hitchcock, D. Howard Hitchcock, Islander, Honolulu, Topgallant Pub. Co, 1987.
- Severson, Don R. Finding Paradise: Island Art in Private Collections, University of Hawaii Press, 2002.